# Parcul Profesor Ioan Nemeș din Suceava

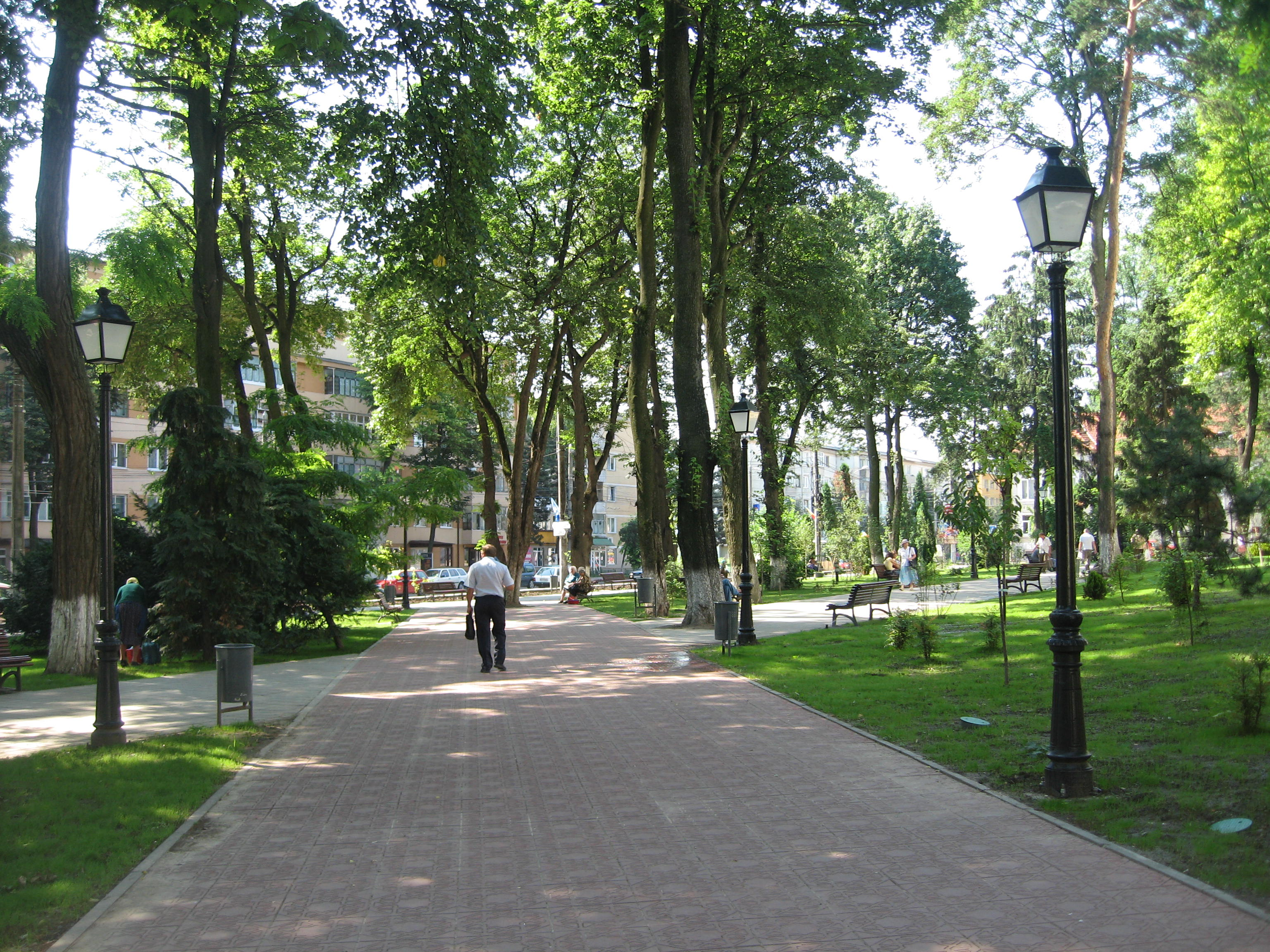
Parcul Profesor Ioan Nemeș din Suceava

Parcul Profesor Ioan Nemeș (cunoscut și sub numele Parcul Central) este un parc amenajat în centrul municipiului Suceava, lângă Palatul Administrativ.

## Așezare
Parcul Profesor Ioan Nemeș constituie un spațiu verde de formă dreptunghiulară, cuprins între străzile Ștefan cel Mare (la vest), Mitropoliei (la sud), Ana Ipătescu (la est) și Aleea Ion Grămadă (la nord). Parcul ocupă o suprafață de aproximativ 2,5 hectare, fiind din punct de vedere al întinderii al doilea parc al orașului Suceava, după Parcul Șipote-Cetate.
Parcul Central este localizat în imediata apropiere a Palatului Administrativ, fiind despărțit de acesta de strada Ștefan cel Mare. Este prelungit în partea sa de sud-est cu Parcul Drapelelor, un spațiu verde de dimensiuni mai reduse, amenajat lângă Palatul de Finanțe.
În preajma Parcului Profesor Ioan Nemeș se găsesc câteva dintre principalele obiective ale municipiului Suceava, între care: Casa Polonă și Biserica Învierea Domnului (situate în vecinătatea nord-estică), cele două clădiri de patrimoniu ale Bibliotecii Bucovinei „I.G. Sbiera” și sediul Parchetului din Suceava (în sud), Casa Prieteniei (în partea de nord).
Pe teritoriul parcului, la strada Ștefan cel Mare, se află două edificii cu valoare de monument istoric: Muzeul de Științele Naturii (ce datează din 1811–1814) și Biserica romano-catolică Sfântul Ioan Nepomuk (construită în perioada 1832–1836).

## Istoric
Parcul Central din Suceava a fost amenajat pe locul unor foste grădini, reduse în a doua jumătate a secolului al XIX-lea ca urmare a dezvoltării orașului. Atât clădirea care găzduiește astăzi Muzeul de Științele Naturii, cât și biserica comunității romano-catolice din oraș existau la momentul apariției parcului, motiv pentru care acesta practic a inclus cele două edificii, cuprinzându-le pe trei laturi.
În timpul mandatului primarului Franz Des Loges, în Suceava au fost inaugurate două pavilioane de agrement, dintre care unul în Parcul Central. În anul 1908, pe teritoriul parcului a fost amplasat bustul împăratului Franz Joseph al Austriei, monument astăzi dispărut. În prima jumătate a secolului al XX-lea a fost amplasat bustul lui Ciprian Porumbescu, care reprezintă cel mai vechi monument de tip statuie ce poate fi văzut astăzi în Suceava. Ulterior, parcul a trecut prin mai multe etape de reamenajare, fiind îmbogățit și cu alte monumente.

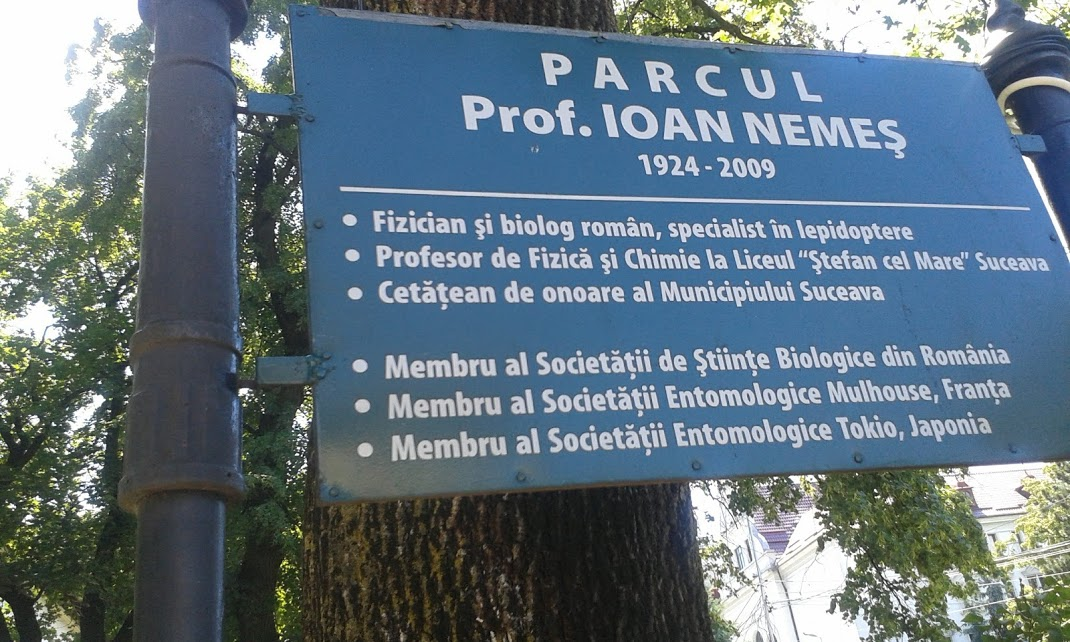
Panou cu Ioan Nemeș, la intrarea în parc

La data de 12 noiembrie 2009, numele Parcului Central a fost schimbat în Parcul Profesor Ioan Nemeș, ca semn de recunoștință adus fizicianului și biologului sucevean Ioan Nemeș (1924–2009), cetățean de onoare al orașului. În acest sens, la intrarea în parc din partea nord-vestică a fost amplasată o placă. Cu toate acestea, numele folosit cel mai frecvent de către localnici rămâne Parcul Central.

## Monumente și floră
Parcul este populat cu mai multe specii de arbori și arbuști, printre care: stejarul, paltinul, salcâmul, prunul roșu, tisa, pinul, teiul, castanul sălbatic etc. În fața Muzeului de Științele Naturii se află un fag roșu (Fagus sylvatica v. atropurpuraea), monument al naturii, cu o înălțime de circa 25 de metri și un coronament bogat și frumos.
Bustul lui Ciprian Porumbescu (1853–1883), operă a sculptorului Ion Cârdei, a fost dezvelit în anul 1933, fiind amplasat pe teritoriul parcului, la strada Ștefan cel Mare și în apropiere de Biserica Sfântul Ioan Nepomuk. Bustul este realizat din bronz și se află pe un soclu în trepte din piatră vopsită. Monumentul dedicat cunoscutului compozitor român este reprezentativ pentru oraș, mai ales că Ciprian Porumbescu a locuit o perioadă în Suceava, într-o casă veche situată pe strada Prunului nr. 1.
În apropiere de bustul compozitorului a fost amenajată o fântână arteziană, ce conținea sfere metalice de diferite dimensiuni, care ulterior au fost înlăturate. În partea opusă a parcului a fost construită încă o fântână arteziană. În fața bisericii romano-catolice din parc a fost amenajată o piațetă, în centrul căreia în 2009 a fost dezvelită statuia Papei Ioan Paul al II-lea, realizată din fibră de sticlă. De asemenea, în apropiere de biserică se găsește crucea comemorativă a misiunii din 1883.

Monumentul eroilor suceveni căzuți pentru triumful neamului și gloria patriei

Monumentul eroilor suceveni a fost amplasat în partea sud-estică a parcului în anul 1965. Monumentul are forma unui obelisc paralelipipedic, construit din piatră și ciment, înalt de 2,75 metri. La data inaugurării, el a fost dedicat eroilor suceveni căzuți în războiul antifascist. A fost renovat în noiembrie 1993, prilej cu care a fost schimbată placa de marmură cu o alta cu următoarea inscripție: „Slavă eternă eroilor suceveni căzuți pentru triumful neamului și gloria patriei”, monumentul fiind dedicat eroilor suceveni din războaiele din 1877–1878, 1916–1918 și 1941–1945.
La intrarea din partea nord-vestică a parcului se găsește bustul lui Petru Rareș (1527–1538, 1541–1546), operă a sculptorului Gheorghe Covalschi, cel care a realizat și cele trei busturi amplasate în Parcul Trandafirilor de lângă Palatul de Justiție. Bustul dedicat domnitorului Petru Rareș este realizat din bronz și are 1,80 metri înălțime. El se află pe un soclu din travertin cu înălțimea de 1,73 metri, care la rândul său este așezat pe un postament în trepte. O replică a acestui bust se găsește în interiorul clădirii Colegiului Național „Petru Rareș” din Suceava.
Bustul lui Petru Rareș a fost dezvelit în anul 1977 pe locul unde fusese amplasată, cu două decenii mai devreme, statuia voievodului Ștefan cel Mare, lucrare realizată de sculptorul Vladimir Florea, ridicată pe un soclu masiv, placat cu marmură și decorat cu stema Moldovei și cu două altoreliefuri turnate în bronz. Statuia și soclul aveau împreună 4 metri înălțime. Statuia, deși constituia un simbol al orașului Suceava, a fost mutată în curtea Liceului Militar din Câmpulung Moldovenesc, la inițiativa prim-secretarului PCR Emil Bodnăraș.
Mai recent a fost construit un foișor din lemn, situat în centrul parcului, în spatele Muzeului de Științele Naturii. În acest loc își desfășoară activitatea o fanfară, în zilele de sărbătoare și la sfârșit de săptămână. În 2023 a fost dezvelit încă un bust, cel al artistului plastic Dimitrie Loghin (1910–1982), originar din Horodniceni. Bustul este realizat din bronz, se află pe un soclu din beton așezat pe un postament în trepte, fiind orientat către strada Ana Ipătescu și Biserica Învierea Domnului. Reprezintă opera lui Augustin Asimionesei, sculptor și profesor la Colegiul de Artă „Ciprian Porumbescu” din Suceava.

## Imagini

Bustul lui Petru Rareș
Bustul lui Ciprian Porumbescu
Bustul lui Dimitrie Loghin
Monumentul eroilor suceveni căzuți pentru triumful neamului și gloria patriei
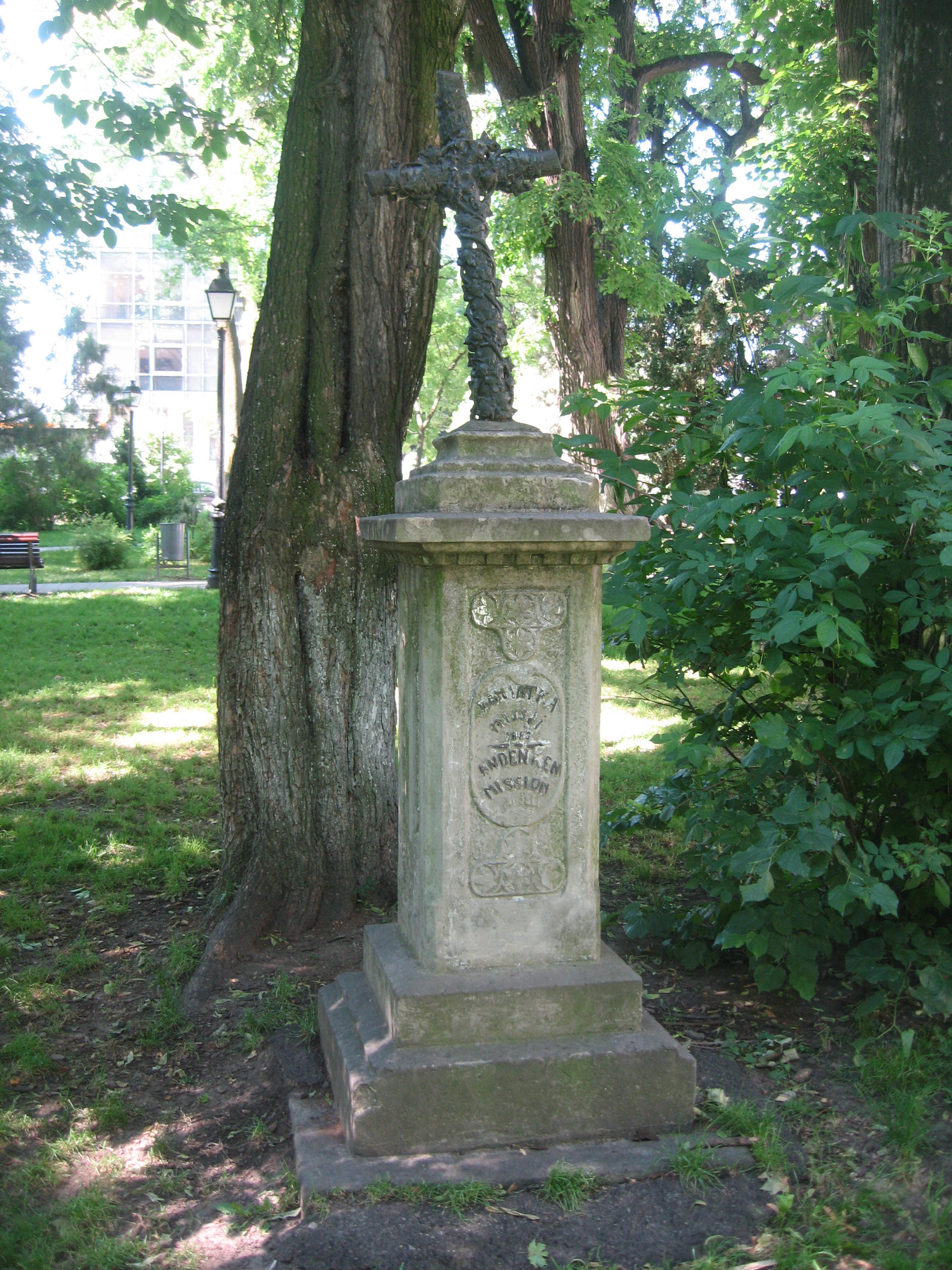
Crucea comemorativă a misiunii din 1883
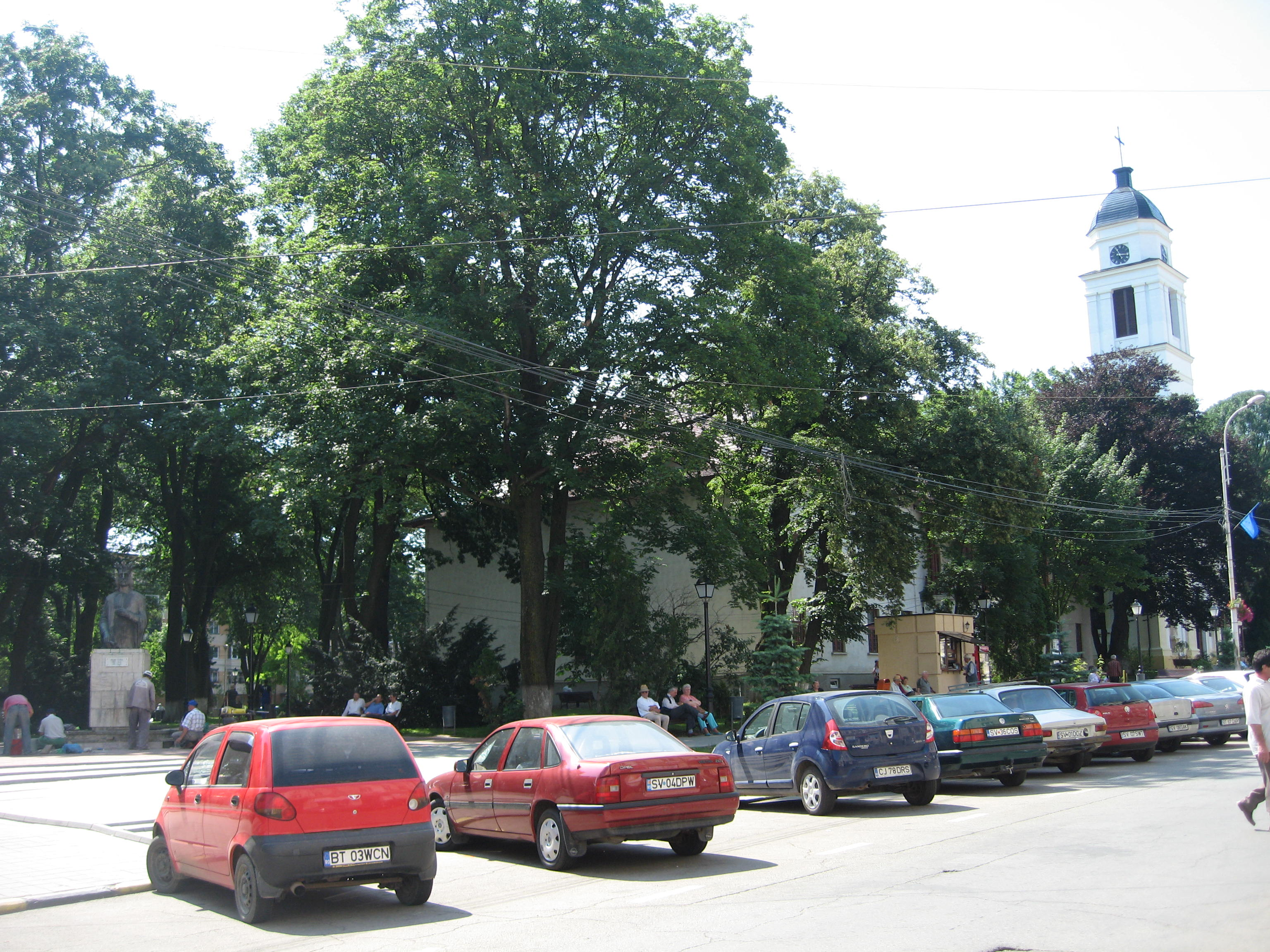
Intrarea în parc și turla Bisericii romano-catolice Sf. Ioan Nepomuk
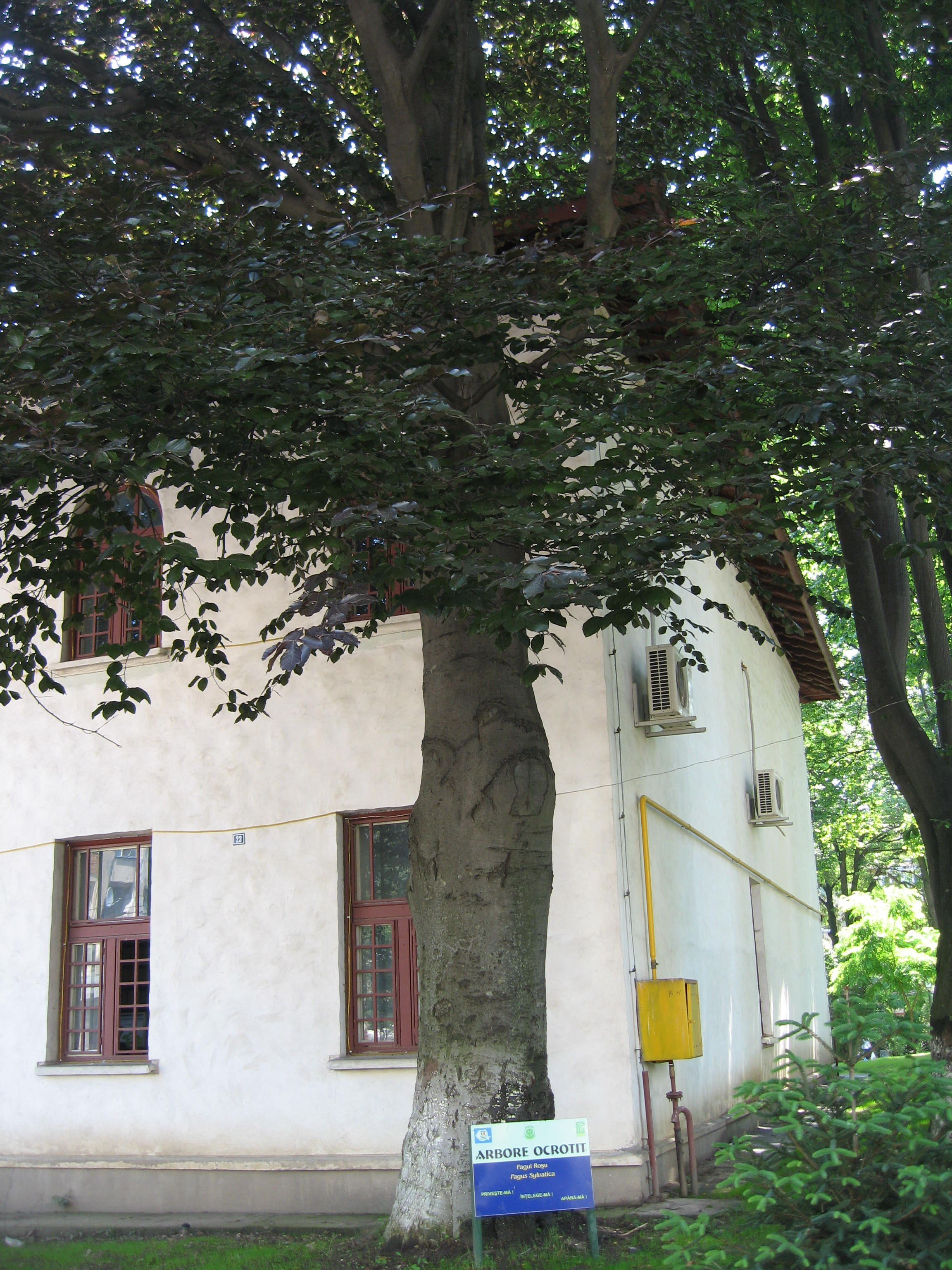
Fagul roșu, monument al naturii
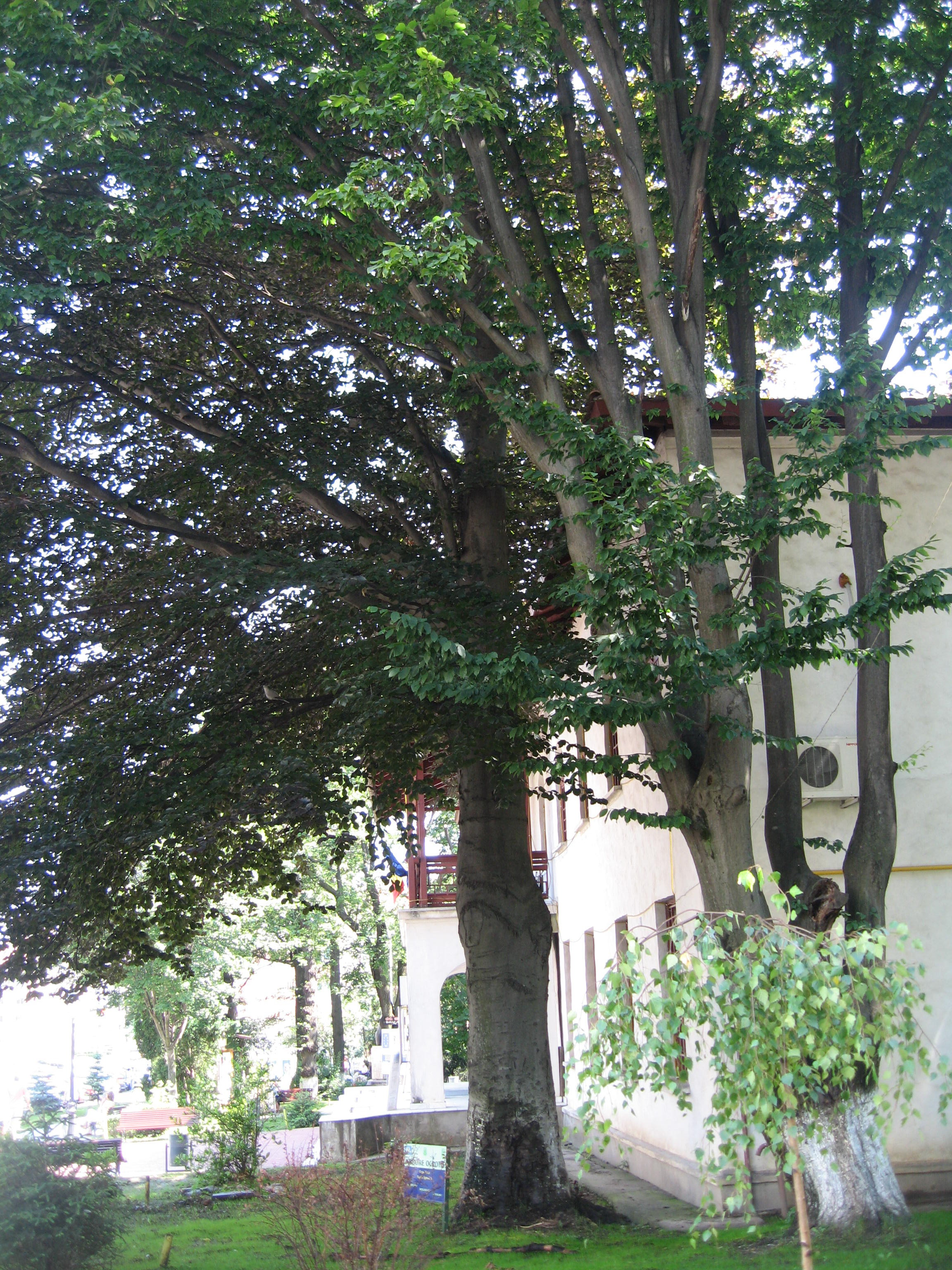
Fagul roșu, monument al naturii
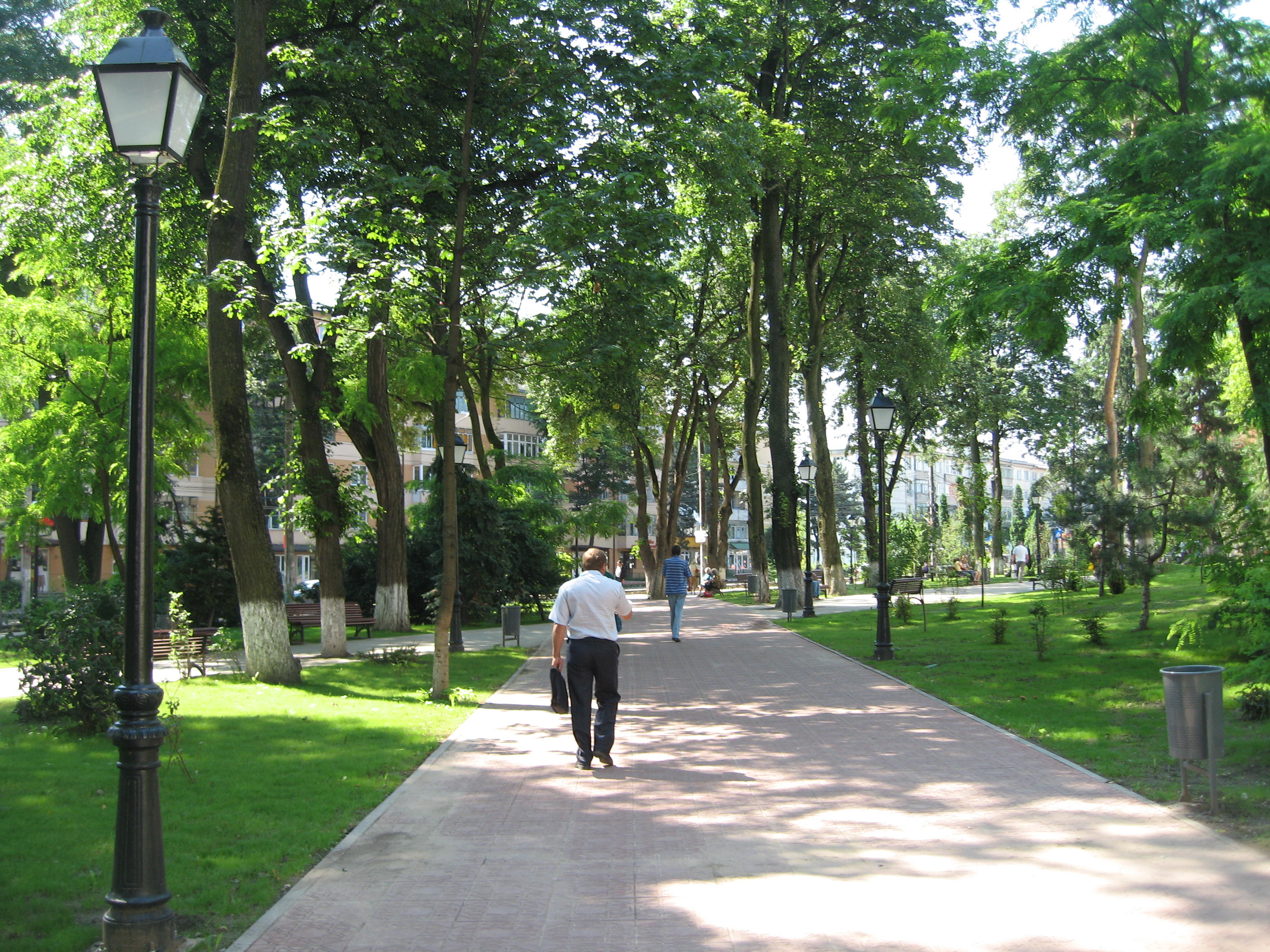
Alee din interiorul parcului